# Zámek a klíč (seriál)
Zámek a klíč (v anglickém originále Locke & Key) je americký hororový televizní seriál, jehož tvůrci Carlton Cuse, Meredith Averill a Aron Eli Coleite se inspirovali stejnojmennou komiksovou sérii Joea Hilla a Gabriela Rodrígueze. První řada měla premiéru 7. února 2020 na Netflixu. Hlavní role v seriálu ztvárnili Darby Stanchfield, Connor Jessup, Emilia Jones, Jackson Robert Scott, Laysla De Oliveira, Petrice Jones a Griffin Gluck.
V březnu 2020 Netflix oznámil obnovení seriálu pro druhou řadu, která měla premiéru 22. října 2021. V prosinci 2020 byl seriál prodloužen o finální třetí řadu, která měla premiéru 10. srpna 2022.

## Synopse
Pote, co byl Rendell Zámek zabit rukama bývalého studenta Sama Lessera, jeho manželka Nina se rozhodne odstěhovat se třemi dětmi, Tylerem, Kinsey a Bóďou, ze Seattlu do Mathesonu ve státě Massachusetts, do Rendellova rodového sídla Klíčov. Děti následně v domě objeví řadu záhadných kouzelných klíčů, kterými lze odemknout různé dveře. Brzy se však dozví o démonické entitě, která také hledá klíče pro své zlé úmysly.

## Obsazení

### Hlavní role
| Postava               | Herec                | Český dabing      | Popis | Řady            | Řady      | Řady      |
| Postava               | Herec                | Český dabing      | Popis | 1               | 2         | 3         |
| --------------------- | -------------------- | ----------------- | --- | --------------- | --------- | --------- |
| Nina Zámková          | Darby Stanchfield    | Jolana Smyčková   | matriarcha rodiny Zámkových | hlavní          | hlavní    | hlavní    |
| Tyler Zámek           | Connor Jessup        | Robert Hájek      | nejstarší syn rodiny Zámkových | hlavní          | hlavní    | hlavní    |
| Kinsey Zámková        | Emilia Jones         | Anna Novotná      | prostřední dítě a jediná dcera rodiny Zámkových                                                                                         | hlavní          | hlavní    | hlavní    |
| Bóďa Zámek            | Jackson Robert Scott | Hynek Hoppe       | Nejmladší syn rodiny Zámkových. Ve třetí řadě ho posedne Dodge během cestování časem.                                                   | hlavní          | hlavní    | hlavní    |
| Scot Cavendish        | Petrice Jones        | Jiří Köhler       | filmař, britský student na Mathesonově akademii a Kinseyin přítel                                                                       | hlavní          | hlavní    | hostující |
| Dodge / Ozvěna / Gabe | Laysla De Oliveira   | Zuzana Ščerbová   | démonická entita toužící po klíčích | hlavní          | hostující | hostující |
| Dodge / Ozvěna / Gabe | Griffin Gluck        | David Štěpán      | student na Mathesonově akademii a Kinseyin (ex)přítel                                                                                   | hlavní          | hlavní    | hostující |
| Duncan Zámek          | Aaron Ashmore        | Petr Neskusil     | Rendellův mladší bratr | vedlejší        | hlavní    | hostující |
| Eden Hawkinsová       | Hallea Jones         | Lucie Kušnírová   | Jackieina nejlepší kámoška, která byla na konci první řady posednuta démonem                                                            | vedlejší        | hlavní    | hostující |
| Josh Bennett          | Brendan Hines        | Kryštof Rímský    | učitel dějepisu na Mathesonově akademii a Ninin přítel                                                                                  | Does not appear | hlavní    | hlavní    |
| Frederick Gideon      | Kevin Durand         | Pavel Vondra      | Britský válečný kapitán z dob americké revoluce a Joshův předek. Ve finále druhé řady byl přiveden zpátky k životu jako ozvěna.         | Does not appear | vedlejší  | hlavní    |
| Ellie Whedonová       | Sherri Saum          | Antonie Talacková | Rendellova stará známa, která na střední randila s Rendellovym nejlepším přítelem Lucasem, a učitelka tělocviku na Mathesonově akademii | vedlejší        | hostující | hlavní    |
| Rufus Whedon          | Coby Bird            | Ondřej Havel      | Elliin adoptivní syn a správce Klíčova; fascinují ho zbraně a armáda                                                                    | vedlejší        | hostující | hlavní    |

### Vedlejší role
- Bill Heck (český dabing: Radek Hoppe) jako Rendell Zámek, patriarcha rodiny Zámkových a Ninin zesnulý manžel (vedlejší: první řada; host: druhá a třetí řada)
- Thomas Mitchell Barnet (český dabing: Ondřej Havel) jako Samuel „Sam“ Lesser, Rendellův student, kterého zastřelil (vedlejší: první a třetí řada; host: druhá řada)
- Kevin Alves (český dabing: Filip Tomsa) jako Javi, Tylerův přítel, který s ním je v hokejovým týmu na Mathesonově akademii (první a druhá řada)
- Genevieve Kang (český dabing: Andrea Daňková[pozn. 4]) jako Jackie Veda, Tylerova přítelkyně (vedlejší: první a druhá řada; host: třetí řada)
- Kolton Stewart jako Brinker Martin, Javiho kamarád. Později ho posedne démon poté, co Dodge použije Démonický klíč. (první a druhá řada)
- Asha Bromfield (český dabing: Michaela Dinhová) jako Zadie Wellsová, Scotova kamarádka
- Jesse Camacho (český dabing: Kryštof Dvořáček) jako Doug Brazelle, Scotův kamarád
- Eric Graise (český dabing: Ondřej Havel) jako Logan Calloway, student na Mathesonově akademii (vedlejší: první řada; host: druhá a třetí řada)
- Felix Mallard[pozn. 5] jako Lucas „Dodge“ Caravaggio, Rendellův nejlepší přítel ze střední, Elliena první láska a hostitel Dodge (vedlejší: první řada; host: druhá řada)
- Steven Williams (český dabing: Martin Zahálka) jako Joe Ridgeway, děkan 11. třídy a Tylerův učitel angličtiny na Mathesonově akademii (první řada)
- Martin Roach jako Daniel Matuku, detektiv v Mathesonu, kterého později posedne démon (první a druhá řada)
- Joy Tanner jako Erin Vossová, bývalá přítelkyně Rendella Locka a jedna ze strážců klíčů, která byla 23 let uvězněna ve své vlastní hlavě (host: první řada; vedlejší: druhá řada)
- Liyou Abere (český dabing: Karolína Křišťálová) jako Jamie Bennettová, Joshova dcera a Bóďova nejlepší kamarádka (druhá a třetí řada)
- Leishe Mayboom (český dabing: Malvína Pachlová[pozn. 6]) jako Abby, Scotova kamarádka (druhá a třetí řada)

## Řady a díly
| Řada | Díly | Premiéra na Netflixu |                |
| ---- | ---- | -------------------- | -------------- |
| 1    | 10   | 7. února 2020        | 7. února 2020  |
| 2    | 10   | 22. října 2021       | 22. října 2021 |
| 3    | 8    | 10. srpna 2022       | 10. srpna 2022 |

## Produkce

### Pozadí
Zámek a klíč byl původně vytvořen jako televizní seriál pro stanici Fox během televizní sezóny 2010–11 studiemi DreamWorks Television a 20th Century Fox Television s Joshem Friedmanem, který napsal scénář k pilotní adaptaci. Alex Kurtzman a Bob Orci sloužili jako vedoucí producenti pro pilot, ve kterém hráli Mark Pellegrino, Miranda Otto, Jesse McCartney, Sarah Bolger, Skylar Gaertner a Nick Stahl. Pilot nedostal seriálovou objednávku od stanice Fox, ačkoli to bylo promítáno na Comic-Conu v San Diegu v roce 2011. Na Comic-Conu v San Diegu v roce 2014 byla prostřednictvím studia Universal Pictures oznámena trilogie celovečerních filmů, přičemž Kurtzman a Orci měli být vedoucími producenty.

### Výroba
Dne 9. května 2016 bylo ohlášeno, že IDW Entertainment znovu vyvíjí seriál Zámek a klíč. Očekávalo se, že spisovatel Joe Hill napíše produkční pilot a stane se vedoucím producentem seriálu. Projekt byl vyvíjen ve spolupráci s Circle of Confusion s úmyslem prodat seriál kabelovým stanicím a streamovacím službám.
Dne 20. dubna 2017 Hulu objednal pilotní díl. Produkci měli na starost Carlton Cuse a Hill a Scott Derrickson byl obsazen do role režiséra. Cuse se měl stát showrunnerem potenciálniho seriálu a vedoucím producentem společně s Hillem, Derricksonem, Lindsey Springerovou, Tedem Adamsem a Davidem Ozerem. Produkční společnosti zapojené do projektu obsahovaly společnosti Carlton Cuse Productions a IDW Entertainment. Dne 14. července 2017 bylo oznámeno, že Andy Muschietti nahradil Derricksona na pozici režiséra pilotu, protože Derrickson byl kvůli problémům s plánováním nucen odejít. Dne 27. března 2018 bylo oznámeno, že Hulu se vzdal pilotu a odmítl jej objednat jako seriál.
Dne 29. května 2018 bylo oznámeno, že produkce byla v závěrečných jednáních se společností Netflix o sériové objednávce. Netflix údajně plánoval překopat projekt a zrušit předchozí pilot objednaný společností Hulu. Kvůli problémům s plánováním se neočekávalo, že Andy Muschietti bude režírovat nový produkční pilot, ale bude nadále působit jako vedoucí producent po boku Hilla, Cuse, Adamse, Ozera a Barbary Muschietti. Produkční společnosti zapojené do nové iterace projektu zahrnovaly společnosti Genre Arts a IDW Entertainment. Dne 25. července 2018 Netflix oficiálně dal produkci sériovou objednávku na první řadu skládající se z deseti epizod. Aron Eli Coleite, Meredith Averill a Rick Jacobs byli oznámeni jako noví vedoucí producenti. Také se očekávalo, že Circle of Confusion bude znovu působit jako produkční společnost pro tento seriál. Nová iterace seriálu byla vytvořena Hillem a vyvinuta Cusem, Coleitem a Averillovou. Novou verzi prvního dílu napsali Hill a Coleite, přičemž Cuse a Averillová se stali showrunnery. Michael Morris zrežíroval první dva díly a také se stal vedoucím producentem seriálu.
Při adaptaci komiksu pro seriál Netflixu se fiktivní město, kde se nachází Klíčov, změnilo z Lovecraft na Matheson v Massachusetts. Podle Cuse a Averillové tuto změnu navrhl Hill; kvůli komiksům Lovecraftovského hororu se název prostředí jmenoval na počest spisovatele H. P. Lovecrafta, ale Hill místo toho chtěl uctít autora a scenáristu Richarda Mathesona.
Přestože seriál tedy ještě oficiálně nedostal objednávku na druhou sérii, scenáristé začali dělat na potenciální druhé řadě ještě před premiérou té první. Netflix obnovil seriál pro druhou řadu 30. března 2020. Dne 18. prosince 2020 byl seriál prodloužen o třetí řadu. Dne 6. dubna 2022 bylo oznámeno, že třetí řada je pro seriál poslední.

### Casting
V srpnu 2017 byli Frances O'Connor a Jackson Robert Scott obsazeni do hlavních rolí pilotu. V září 2017 bylo ohlášeno, že Megan Charpentier a Nate Corddry se přidali k hlavnímu obsazení pilotu. V říjnu 2017 byli do hlavních rolí pilotu obsazeni Jack Mulhern, Danny Glover a Owen Teague.
Spolu s oznámením přesunu výroby do Netflixu vyšlo najevo, že byly přeobsazeny všechny role seriálu s výjimkou Jacksona Roberta Scotta jako Bóďa Zámek. Dne 19. prosince 2018 byli obsazeni Connor Jessup a Emilia Jones, kteří nahradili Mulherna a Charpentierovou. V lednu 2019 se k obsazení přidali Sherri Saum, Griffin Gluck, Steven Williams (nahrazující Glovera), Darby Stanchfield (nahrazující O'Connorovou), Laysla De Oliveira a Kevin Alves s tím, že Gluck, Stanchfield a De Oliveira získali hlavní role, a Williams a Alves se objevují ve vedlejších rolí. V únoru 2019 se k hlavnímu obsazení přidali Petrice Jones a Thomas Mitchell Barnet (nahrazující Teaguea); Asha Bromfield a Felix Mallard byli obsazeni do vedlejších rolích.
Tvůrci Joe Hill a Gabriel Rodriguez, podobně jako v komiksu, se ve finále první řady objevili jako záchranáři.
Dne 30. září 2020 byli Aaron Ashmore a Hallea Jones povýšeni do stálých rolí, zatímco Brendan Hines byl obsazen jako nová stálá postava pro druhou řadu. Dne 6. října 2021 bylo ohlášeno, že Kevin Durand získal jednu z hlavních rolí ve druhé a třetí řade. Dne 30. listopadu 2015 bylo oznámeno, že herečka Sherri Saum byla pro třetí řadu povýšena mezi stálé postavy.

### Natáčení

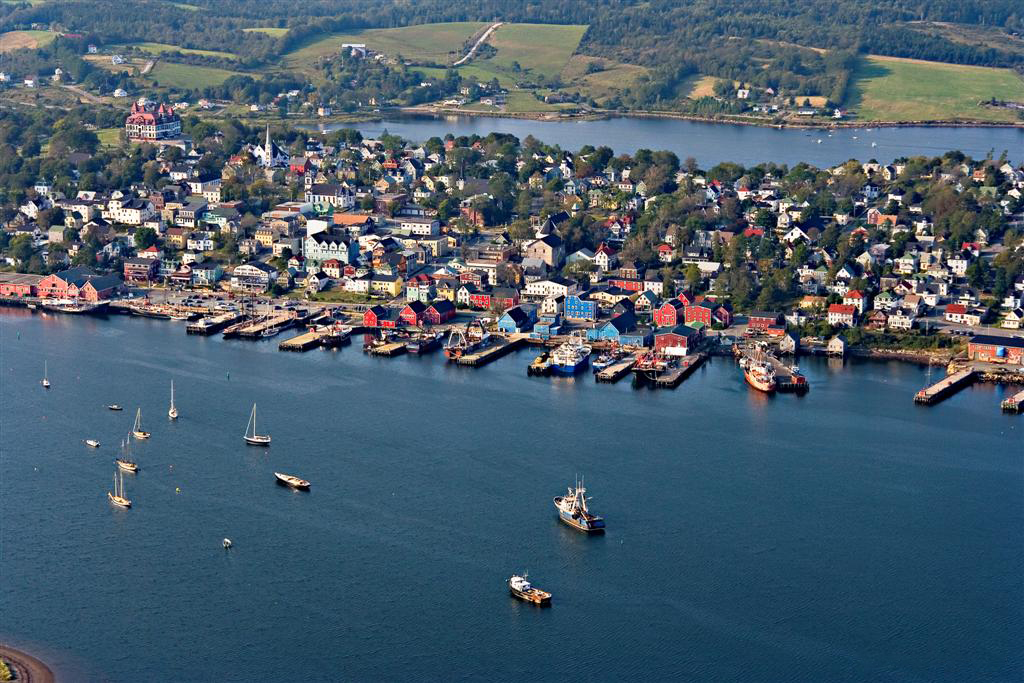
Lunenburg v Novém Skotsku, byl použit pro záběry fiktivního Mathesonu v Massachusetts.

Natáčení seriálu proběhlo od 11. února do 5. července 2019 v Torontu v Ontariu. V Lunenburgu v Novém Skotsku byly natáčeny scény ve fiktivním Mathesonu i některé další vnější scény, například vně Drowning Cave. Samotný Klíčov byl postaven a natočen v Cinespace Film Studios v Torontu spolu s dalšími interními scénami. Druhá řada se natáčela od 21. září 2020 do 16. dubna 2021. Natáčení třetí řady bylo zahájeno 3. května 2021 a ukončeno 17. září 2021.

### Hudba
Score k pořadu složil Torin Borrowdale. Při psaní úvodní znělky seriálu chtěl Borrowdale vyvolat pocit magie a rozmaru, který by přišel s prvním prozkoumáváním domu s magickými klíči. Borrowdale implementoval sólové violoncello v nízkém rejstříku pro Dodge, aby zachytil krásu i temnotu této postavy. Pro Bóďu vytvořil jednoduchou melodii adaptabilní na různé situace, do kterých se Bóďa dostal, v níž variace na jeho téma odrážely momentální náladu scény. Soundtrack byl vydán 13. března 2020.